# Concord (Kentucky)
Concord è un comune degli Stati Uniti d'America, situato nello Stato del Kentucky, nella contea di Lewis.